# Општина Бокојна (Чивава)
Бокојна (шп. Bocoyna) општина је у Мексику у савезној држави Чивава. Општина се налази на надморској висини од 2240 м.

## Становништво
Према подацима из 2010. у општини је живело 28766 становника.

### Хронологија
| Година       | 2000                  | 2005                  | 2010                  |
| ------------ | --------------------- | --------------------- | --------------------- |
| Становништво | 27907 (13756 / 14151) | 29907 (14779 / 15128) | 28766 (14147 / 14619) |

### Попис
| \| \| м \| \| \| ж \| \| 0—2 \| 797 \| \| \| 742 \| \| 3—5 \| 911 \| \| \| 945 \| \| 6—11 \| 1.951 \| \| \| 1.842 \| \| 12—14 \| 1.005 \| \| \| 1.020 \| \| 15—17 \| 975 \| \| \| 1.025 \| \| 18—24 \| 1.732 \| \| \| 1.837 \| \| 60+ \| 1.306 \| \| \| 1.253 \| \| Просек : \| 27,9 \| \| \| 28,3 \| |       |  |  |       |
| |       |  |  |       |
| | м     |  |  | ж     |
| 0—2 | 797   |  |  | 742   |
| 3—5 | 911   |  |  | 945   |
| 6—11 | 1.951 |  |  | 1.842 |
| 12—14 | 1.005 |  |  | 1.020 |
| 15—17 | 975   |  |  | 1.025 |
| 18—24 | 1.732 |  |  | 1.837 |
| 60+ | 1.306 |  |  | 1.253 |
| Просек : | 27,9  |  |  | 28,3  |

| #   | Индикатор                                                                                        | Вредност |
| --- | ------------------------------------------------------------------------------------------------ | -------- |
| 1   | Становништво од 0 до 2 године                                                                    | 1539     |
| 2   | Мушко становништво од 0 до 2 године                                                              | 797      |
| 3   | Женско становништво од 0 до 2 године                                                             | 742      |
| 4   | Становништво са 3 и више година                                                                  | 26924    |
| 5   | Мушко становништво са 3 и више година                                                            | 13199    |
| 6   | Женско становништво са 3 и више година                                                           | 13725    |
| 7   | Становништво са 5 и више година                                                                  | 25730    |
| 8   | Мушко становништво са 5 и више година                                                            | 12619    |
| 9   | Женско становништво са 5 и више година                                                           | 13111    |
| 10  | Становништво са 12 и више година                                                                 | 21275    |
| 11  | Мушко становништво са 12 и више година                                                           | 10337    |
| 12  | Женско становништво са 12 и више година                                                          | 10938    |
| 13  | Становништво са 15 и више година                                                                 | 19250    |
| 14  | Мушко становништво са 15 и више година                                                           | 9332     |
| 15  | Женско становништво са 15 и више година                                                          | 9918     |
| 16  | Становништво са 18 и више година                                                                 | 17250    |
| 17  | Мушко становништво са 18 и више година                                                           | 8357     |
| 18  | Женско становништво са 18 и више година                                                          | 8893     |
| 19  | Становништво од 3 до 5 година                                                                    | 1856     |
| 20  | Мушко становништво од 3 до 5 година                                                              | 911      |
| 21  | Женско становништво од 3 до 5 година                                                             | 945      |
| 22  | Становништво од 6 до 11 година                                                                   | 3793     |
| 23  | Мушко становништво од 6 до 11 година                                                             | 1951     |
| 24  | Женско становништво од 6 до 11 година                                                            | 1842     |
| 25  | Становништво од 8 до 14 година                                                                   | 4642     |
| 26  | Мушко становништво од 8 до 14 година                                                             | 2357     |
| 27  | Женско становништво од 8 до 14 година                                                            | 2285     |
| 28  | Становништво од 12 до 14 година                                                                  | 2025     |
| 29  | Мушко становништво од 12 до 14 година                                                            | 1005     |
| 30  | Женско становништво од 12 до 14 година                                                           | 1020     |
| 31  | Становништво од 15 до 17 година                                                                  | 2000     |
| 32  | Мушко становништво од 15 до 17 година                                                            | 975      |
| 33  | Женско становништво од 15 до 17 година                                                           | 1025     |
| 34  | Становништво од 18 до 24 године                                                                  | 3569     |
| 35  | Мушко становништво од 18 до 24 године                                                            | 1732     |
| 36  | Женско становништво од 18 до 24 године                                                           | 1837     |
| 37  | Женско становништво од 15 до 49 година                                                           | 7506     |
| 38  | Становништво са 60 и више година                                                                 | 2559     |
| 39  | Мушко становништво са 60 и више година                                                           | 1306     |
| 40  | Женско становништво са 60 и више година                                                          | 1253     |
| 41  | Однос између мушкараца и жена                                                                    | 96.77    |
| 42  | Становништво од нуле до 14 година                                                                | 9213     |
| 43  | Становништво од 15 до 64 године                                                                  | 17500    |
| 44  | Становништво од 65 година и више                                                                 | 1750     |
| 45  | Просечан број деце                                                                               | 2.63     |
| 46  | Становништво рођено у ентитету                                                                   | 27799    |
| 47  | Мушко становништво рођено у ентитету                                                             | 13664    |
| 48  | Женско становништво рођено у ентитету                                                            | 14135    |
| 49  | Становништво рођено у другом ентитету                                                            | 500      |
| 50  | Мушко становништво рођено у другом ентитету                                                      | 253      |
| 51  | Женско становништво рођено у другом ентитету                                                     | 247      |
| 52  | Становништво од 5 година и више резидентно у ентитету у јуну 2005. године                        | 25410    |
| 53  | Мушко становништво старосног доба од 5 година и више, резидентно у ентитету у јуну 2005. године  | 12452    |
| 54  | Женско становништво старосног доба од 5 и више година, резидентно у ентитету у јуну 2005. године | 12958    |
| 55  | Становништво од 5 година и више које је живело у другом ентитету у јуну 2005. године             | 129      |
| 56  | Мушко становништво старије од 5 година које је живело у другом ентитету у јуну 2005. године      | 61       |
| 57  | Женско становништво старије од 5 година које је живело у другом ентитету у јуну 2005. године     | 68       |
| 58  | Становништво од 3 године и више које говори аутохтони језик                                      | 5773     |
| 59  | Мушко становништво старо 3 године и више које говори аутохтони језик                             | 2829     |
| 60  | Женско становништво старо 3 године и више које говори аутохтони језик                            | 2944     |
| 61  | Становништво од 3 године и више које говори аутохтони језик и не говори шпански језик            | 465      |
| 62  | Мушко становништво старо 3 године и више које говори аутохтони језик и не говори шпански         | 142      |
| 63  | Женско становништво старо 3 године и више које говори аутохтони језик и не говори шпански језик  | 323      |
| 64  | Становништво старо 3 године и више које говори аутохтони језик и шпански                         | 5206     |
| 65  | Мушко становништво старо 3 године и више које говори аутохтони језик и шпански                   | 2642     |
| 66  | Женско становништво старо 3 године и више које говори аутохтони језик и шпански                  | 2564     |
| 67  | Становништво од 5 година и више које говори аутохтони језик                                      | 5532     |
| 68  | Становништво од 5 година и више које говори аутохтони језик и не говори шпански језик            | 392      |
| 69  | Становништво од 5 година и више које говори аутохтони језик и говори шпански језик               | 5039     |
| 70  | Становништво у домородачким домаћинствима                                                        | 7777     |
| 71  | Становништво са ограничењима у активностима                                                      | 1195     |
| 72  | Становништво са ограниченим ходањем или кретањем, горе или доле                                  | 590      |
| 73  | Становници са ограничењима вида, чак и уз кориштење сочива                                       | 409      |
| 74  | Становништво са ограничењима говора, комуникације или конверзације                               | 93       |
| 75  | Становништво са ограниченим слухом                                                               | 179      |
| 76  | Становништво са ограничењима при одевању, купању или јелу                                        | 34       |
| 77  | Становништво са ограничењима у опажању или учењу једноставних ствари                             | 30       |
| 78  | Становништво са менталним ограничењима                                                           | 82       |
| 79  | Становништво без ограничења активности                                                           | 27100    |
| 80  | Становништво од 3 до 5 година које не похађа школу                                               | 908      |
| 81  | Мушко становништво од 3 до 5 година које не похађа школу                                         | 452      |
| 82  | Женско становништво од 3 до 5 година које не похађа школу                                        | 456      |
| 83  | Становништво од 6 до 11 година које не похађа школу                                              | 224      |
| 84  | Мушко становништво од 6 до 11 година које не похађа школу                                        | 116      |
| 85  | Женско становништво од 6 до 11 година које не похађа школу                                       | 108      |
| 86  | Становништво од 12 до 14 година које не похађа школу                                             | 219      |
| 87  | Мушко становништво од 12 до 14 година које не похађа школу                                       | 109      |
| 88  | Женско становништво од 12 до 14 година које не похађа школу                                      | 110      |
| 89  | Становништво од 15 до 17 година похађа школу                                                     | 1268     |
| 90  | Мушко становништво од 15 до 17 година похађа школу                                               | 596      |
| 91  | Женско становништво између 15 и 17 година живота у школи                                         | 672      |
| 92  | Становништво од 18 до 24 године похађа школу                                                     | 687      |
| 93  | Мушко становништво од 18 до 24 године похађа школу                                               | 315      |
| 94  | Женско становништво од 18 до 24 године похађа школу                                              | 372      |
| 95  | Становништво од 8 до 14 година које не може да чита и пише                                       | 249      |
| 96  | Мушко становништво старосног доба од 8 до 14 година које не може да чита и пише                  | 125      |
| 97  | Женско становништво старосног доби од 8 до 14 година које не може да чита и пише                 | 124      |
| 98  | Становништво од 15 година и више које је неписмено                                               | 2708     |
| 99  | Мушко становништво од 15 година и више које је неписмено                                         | 1181     |
| 100 | Женско становништво од 15 година и више које је неписмено                                        | 1527     |
| 101 | Становништво старо 15 и више година без школовања                                                | 2588     |
| 102 | Мушко становништво старо 15 и више година без школовања                                          | 1148     |
| 103 | Женско становништво старо 15 и више година без школовања                                         | 1440     |
| 104 | Становништво старосног доба 15 и више година са непотпуним основним образовањем                  | 4245     |
| 105 | Мушко становништво старосног доба од 15 година и више са непотпуном основним образовањем         | 2332     |
| 106 | Женско становништво старосног доба 15 и више година са непотпуном основним образовањем           | 1913     |
| 107 | Становништво старо 15 и више година са комплетним основним образовањем                           | 3667     |
| 108 | Мушко становништво старо 15 година и више са комплетним основним образовањем                     | 1842     |
| 109 | Женско становништво старо 15 и више година са комплетним основним образовањем                    | 1825     |
| 110 | Становништво старосног доба 15 и више година са непотпуним средњим образовањем                   | 956      |
| 111 | Мушко становништво старосног доба од 15 година и више са непотпуним средњим образовањем          | 519      |
| 112 | Женско становништво старосног доба од 15 година и више са непотпуним средњим образовањем         | 437      |
| 113 | Становништво старо 15 и више година са пуним секундарном образовањем                             | 3353     |
| 114 | Мушко становништво старосног доба од 15 година и више са пуним секундарном образовањем           | 1489     |
| 115 | Женско становништво старосног доба од 15 година и више са пуним секундарном образовањем          | 1864     |
| 116 | Становништво старије од 18 година са постосновним образовањем                                    | 3582     |
| 117 | Мушко становништво старије од 18 година са постосновним образовањем                              | 1628     |
| 118 | Женско становништво старије од 18 година са постосновним образовањем                             | 1954     |
| 119 | Просечна оцена школовања                                                                         | 6.64     |
| 120 | Просечан ниво образовања мушке популације                                                        | 6.48     |
| 121 | Просечан ниво образовања женског становништва                                                    | 6.8      |
| 122 | Економски активно становништво                                                                   | 10446    |
| 123 | Економски активна мушка популација                                                               | 7679     |
| 124 | Економски активна женска популација                                                              | 2767     |
| 125 | Становништво које није економски активно                                                         | 10705    |
| 126 | Мушко становништво које није економски активно                                                   | 2590     |
| 127 | Женско становништво које није економски активно                                                  | 8115     |
| 128 | Запослено становништво                                                                           | 10129    |
| 129 | Запослено мушко становништво                                                                     | 7400     |
| 130 | Запослено женско становништво                                                                    | 2729     |
| 131 | Незапослена популација                                                                           | 317      |
| 132 | Незапослена мушка популација                                                                     | 279      |
| 133 | Незапослена женска популација                                                                    | 38       |
| 134 | Становништво без права на здравствене услуге                                                     | 13504    |
| 135 | Становништво које има право на здравствене услуге                                                | 14889    |
| 136 | Становништво које има право на ИМСС                                                              | 3484     |
| 137 | Становништво које има право на социјално осигурање                                               | 1530     |
| 138 | Становништво које има право на државно социјално осигурање                                       | 228      |
| 139 | Становништво које има право на опште осигурање или здравствено осигурање за нову генерацију      | 8820     |
| 140 | Становништво које је било једном или није било у браку током 12 година и више                    | 7019     |
| 141 | Венчано или уједињено становништво од 12 година и више                                           | 11829    |
| 142 | Становништво које је било у браку или уједињено 12 година и више                                 | 2396     |
| 143 | Становништво са католичком религијом                                                             | 25085    |
| 144 | Протестанти, еванђелисти и библијски следбеници различити од еванђелиста                         | 1883     |
| 145 | Становништво са другим религијама различитим од претходних                                       | 0        |
| 146 | Становништво без религије                                                                        | 1301     |
| 147 | Укупно пописаних домаћинства                                                                     | 7852     |
| 148 | Пописна домаћинства на челу са мушкарцима                                                        | 5897     |
| 149 | Пописна домаћинства на челу са женама                                                            | 1955     |
| 150 | Становништво у пописним домаћинствима                                                            | 28256    |
| 151 | Становништво у пописним домаћинствима на челу са мушкарцима                                      | 22260    |
| 152 | Становништво у пописним домаћинствима на челу са женама                                          | 5996     |
| 153 | Укупно домаћинстава                                                                              | 10941    |
| 154 | Укупно насељених домаћинстава                                                                    | 7948     |
| 155 | Укупно приватних кућа                                                                            | 10845    |
| 156 | Насељени приватни домови                                                                         | 7852     |
| 157 | Укупно насељених приватних кућа                                                                  | 7943     |
| 158 | Ненасељене приватне куће                                                                         | 1589     |
| 159 | Појединачна домаћинства за привремену употребу                                                   | 1404     |
| 160 | Становници у насељеним приватним кућама                                                          | 28256    |
| 161 | Насељеност станара у приватним становима                                                         | 3.6      |
| 162 | Просечно становника по соби у приватним насељеним домаћинствима                                  | 1.32     |
| 163 | Појединачна домаћинства са подовима од различитих материјала од земље                            | 7150     |
| 164 | Појединачна домаћинства у приземљу                                                               | 669      |
| 165 | Појединачна домаћинства са једном спаваћом собом                                                 | 4413     |
| 166 | Појединачна домаћинства са две спаваће собе и више                                               | 3414     |
| 167 | Појединачна домаћинства са једним собом                                                          | 1803     |
| 168 | Појединачна домаћинства са две собе                                                              | 2258     |
| 169 | Појединачна домаћинства са 3 собе и више                                                         | 3764     |
| 170 | Појединачна домаћинства која имају електрично светло                                             | 5858     |
| 171 | Појединачна домаћинства која немају електрично светло                                            | 1955     |
| 172 | Појединачна домаћинства која имају водоводну воду у стамбеном простору                           | 5717     |
| 173 | Појединачна домаћинства која немају водоводну воду у стамбеном простору                          | 2078     |
| 174 | Појединачна домаћинства која имају тоалет                                                        | 6690     |
| 175 | Појединачна домаћинства која имају канализацију                                                  | 3910     |
| 176 | Појединачна домаћинства која немају канализацију                                                 | 3862     |
| 177 | Појединачна домаћинства која имају електрично светло, довод воде из јавне мреже и канализацију   | 3496     |
| 178 | Појединачна домаћинства без икаквих услова                                                       | 952      |
| 179 | Појединачна домаћинства која имају радио                                                         | 5540     |
| 180 | Појединачна домаћинства која имају телевизор                                                     | 5010     |
| 181 | Појединачна домаћинства која имају фрижидер                                                      | 3892     |
| 182 | Појединачна домаћинства која имају машину за веш                                                 | 2831     |
| 183 | Појединачна домаћинства која имају аутомобил или комби                                           | 2928     |
| 184 | Појединачна домаћинства која имају рачунар                                                       | 1158     |
| 185 | Појединачна домаћинства која имају фиксну телефонску линију                                      | 1097     |
| 186 | Појединачна домаћинства која имају мобилни телефон                                               | 3385     |
| 187 | Појединачна домаћинства која имају приступ интернету                                             | 590      |